# 开阳黄堇
开阳黄堇（学名：Corydalis clematis）为罂粟科紫堇属下的一个种。

## 扩展阅读
- 維基物種上的相關：开阳黄堇